# Leopardi (famiglia)

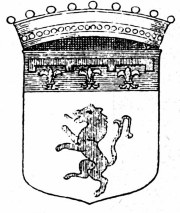
Stemma di Casa Leopardi

La Casata dei Leopardi è un'antica famiglia nobiliare marchigiana, illustrata soprattutto dal grande poeta Giacomo.

## Storia

### Origini
Esistono altre casate con questo nome a Osimo, Penne (baroni di Civitaquana e Ginestra), Roma, Amatrice (il famoso ed illustre senatore Pier Silvestro Leopardi): sia il ramo di Penne che quello di Amatrice hanno la stessa origine e derivano dalla linea di Recanati, in particolare con Bernardo Leopardi fratello di Pier Niccolo’ figlio di Pier Leopardo e di Pellegrina dei conti Ferretti di Castelferretti (avi di Monaldo, padre del poeta); lo conferma la comunanza degli stemmi. Il predetto Bernardo Leopardi venne ascritto lui e la propria discendenza anche al "primo ceto" di Amatrice.
I Leopardi di cui si parla sono quelli di Recanati.
Hanno il rango, per nomina pontificia, di conti di San Leopardo e nobili di Recanati, con trattamento di eccellenza. Abitano tuttora in questo borgo nel palazzo gentilizio. Discendono dal fratello minore di Giacomo Leopardi, Pierfrancesco (1813-1851), titolare del maggiorascato, e da Cleofe Ferretti.
L'origine della stirpe risale all'epoca romano-bizantina. Sosteneva questa tesi il padre del poeta, Monaldo, che aveva intrattenuto una corrispondenza epistolare con Giulio Fabrizio Maria Tomasi, avo dell'autore del romanzo Il Gattopardo, secondo cui i Tomasi di Lampedusa e i Leopardi (i loro stemmi sono simili) avevano lo stesso capostipite, Thomaso il Leopardo, principe e generale vissuto nel 330 ed imparentato con la dinastia imperiale di Bisanzio. I figli gemelli di questi, Artemio e Giustino, saranno i progenitori della Gens Thomasa-Leopardi: i loro antenati avevano lasciato Roma al seguito di Costantino I.
Tra il 641 e il 646, a causa dei disordini ai vertici del potere e in seguito al decesso dell'imperatore Eraclio I, i due fratelli raggiunsero Ancona. Discenderà da Giustino il primo Leopardi documentato in Recanati (1199), Attone o Atteone.
A) Ramo di Amatrice: da Bernardo fratello di Pier Niccolò (1456) nasce Luca Antonio, da cui Pietro Antonio, da cui Pier Leopardo, da cui Giustino, da cui Pier Leopardo (1650) sp.nobile Piccari, da cui Giacomo (1691), da cui Bernardo (1723), da cui Francesca Leopardi sp. nob. Nicola Antonio dei baroni De Sanctis di Cerreto (Teramo), da cui Pasquale, da cui Eugenio, da cui Giuseppe sp. marchesa de Filippis Delfico, da cui barone Cesare (1897), da cui Ettorina (1924) sp. conte avv. Alfonso Rosati di Monteprandone, da cui Mauro (1954), da cui Francesco Alfonso Rosati di Monteprandone; da Giacomo Leopardi sp. nob. Loreta Lelj di Canzano (TE), da cui Pier Silvestro, e  Bernardo sp. nob. Santarelli della Noce Rozzi, da cui Achille sp. nob. dei baroni Ronci di Atri, da cui Beatrice in Marinelli di Canzano (fam. Marinelli Leopardi), da cui Virginia dei baroni De Sanctis di Cerreto, da cui Clementina in Martellacci, da cui dott. Virginio De Sanctis Martellacci.
B) Ramo di Recanati

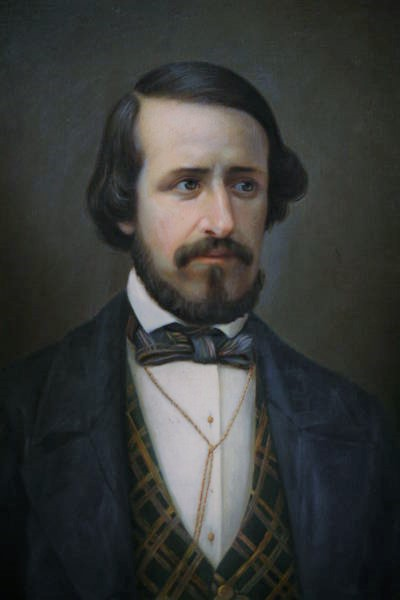
Pierfrancesco Leopardi (1813-1851), fratello minore del poeta: da lui discendono le odierne generazioni

I Leopardi sono stati sempre protagonisti nella storia recanatese con funzioni e importanti ruoli pubblici. Ricchi proprietari terrieri, fedeli servitori del Papa, crearono spesso occasioni di lavoro per i meno abbienti al fine di migliorarne le condizioni di vita. Nell'Ottocento il conte Monaldo (1776-1847) ricoprì la carica di governatore e gonfaloniere, diminuì i carichi tributari, fece erigere nuove strade e centri medici, protesse la cultura con rappresentazioni teatrali e attraverso la sua ricchissima biblioteca composta da 20.000 volumi.
Il papa Benedetto XIII nel 1726 aveva attribuito a Giacomo (1680-1733), per la sua dedizione, la contea di San Leopardo, ereditaria e riferita alla vasta omonima tenuta comprendente la residenza di campagna e la chiesa.
La famiglia, che in estate si trasferiva nella villa di San Leopardo (molto amata dal poeta), risiedeva nel neoclassico settecentesco palazzo gentilizio che l'architetto e canonico Carlo Orazio Leopardi, per volontà di Monaldo, fece ampliare con l'assemblaggio delle varie costruzioni esistenti dal XIII secolo. Le tombe dei Leopardi si trovano nella chiesa di San Leopardo e in quella di Santa Maria in Varano, dove sono tumulati i genitori e i fratelli del poeta, il cui sepolcro, invece, è visibile nel parco Vergiliano a Piedigrotta, in Napoli, suo luogo di morte nel 1837. San Leopardo è stato il primo vescovo e ora patrono di Osimo, nonché titolare della concattedrale.

### Discendenza del capostipite Attone
- Descrizione sintetica delle generazioni dei Leopardi fino a quelle odierne:
- Attone (1199) - Mainetto (1207)
- Gradolone (1240-1267) - Monalduito (1318)
- Vanni (1360) - Pietro (1420)
- Pierleopardo I (1413-1464) da cui:
- Pierniccolò (fine 1400) e Bernardo (ramo di Amatrice)
- Pierleopardo II (1501-1560)
- Orazio (1532-1602)
- Bernardino (1575-1650)
- Carlo Orazio (1613-1692)
- Vito (1644-1697)
- Giacomo (I, 1680-1733): primo conte di San Leopardo, sposò Fiordalisa Carradori (1711-1774)
- Giacomo (II, 1741-1781): sposò Virginia Mosca da cui ebbe 14 figli, tra cui Monaldo
- Monaldo (1776-1847): sposò la nobile Adelaide Antici dalla quale nacquero: Giacomo (1798-1837); Paolina (1800-1869); Carlo Orazio (1799-1878); Luigi (1804-1828) e Pierfrancesco
- Pierfrancesco (I, 1813-1851): sposò Cleofe Ferretti (1816-1852), madre di Giacomo e Luigi (1844-1923). Da loro discendono gli attuali esponenti della famiglia Leopardi
- Giacomo (III, 1843-1903): sposò Sofia Bruschetti
- Ettore (1874-1945): sposò Rosita Carotti Leopardi
- Pierfrancesco, detto Franco (II, 1909-1979): sposò Anna Maria Dal Pero Bertini (1918-2010); suoi figli Giacomo e Vanni
- Giacomo (IV, 1939): sposò Elisabetta da Sarzana; suo figlio: Pierfrancesco III (1970, la sua consorte è Vittoria Bizzarri, dalla quale è nato nel 2013 Giacomo Patrizio)
- Vanni (1942-2019): sua erede Olimpia (1967, coniugata con Nicolò Rufini); suoi figli: Gregorio (2002), Diana (2004), Ettore (2007)

## Albero genealogico della famiglia Leopardi
|                   |                   | | |                                                 |                                                   |                                                        |                                                                                    | | |                                                                           |
|                   |                   | | |                                                 |                                                   |                                                        |                                                                                    | - - | |                                                                           |
|                   |                   | | |                                                 |                                                   |                                                        |                                                                                    | | |                                                                           |
|                   |                   | | |                                                 |                                                   |                                                        |                                                                                    | | |                                                                           |
|                   |                   | | |                                                 |                                                   |                                                        |                                                                                    | Pier Giovanni -1420 ⚭ Bianchina Brunforte (-1458) | |                                                                           |
|                   |                   | | |                                                 |                                                   |                                                        |                                                                                    | | |                                                                           |
|                   |                   | | |                                                 |                                                   |                                                        |                                                                                    | | |                                                                           |
|                   |                   | | |                                                 |                                                   |                                                        | Pierleopardo I 1413-1464 ⚭ Lodovica Vulpiani                                       | Pierleopardo I 1413-1464 ⚭ Lodovica Vulpiani | Ludovica -1457 ⚭ 1439 Antonio Francesco Ferretti, Conte di Castelferretti                                                                                    | Ludovica -1457 ⚭ 1439 Antonio Francesco Ferretti, Conte di Castelferretti |
|                   |                   | | |                                                 |                                                   |                                                        |                                                                                    | | |                                                                           |
|                   |                   | | |                                                 |                                                   |                                                        |                                                                                    | | |                                                                           |
|                   |                   | | |                                                 |                                                   |                                                        | Pierniccolò 1456-1516 ⚭ Simona Meoli                                               | | |                                                                           |
|                   |                   | | |                                                 |                                                   |                                                        |                                                                                    | | |                                                                           |
|                   |                   | | |                                                 |                                                   |                                                        |                                                                                    | | |                                                                           |
|                   |                   | | |                                                 |                                                   |                                                        | Pierleopardo II 1501-1560 ⚭ Cassandra Antici                                       | | |                                                                           |
|                   |                   | | |                                                 |                                                   |                                                        |                                                                                    | | |                                                                           |
|                   |                   | | |                                                 |                                                   |                                                        |                                                                                    | | |                                                                           |
|                   |                   | | |                                                 |                                                   |                                                        | Orazio 1532-1602 ⚭ Lidia de' Carolis                                               | | |                                                                           |
|                   |                   | | |                                                 |                                                   |                                                        |                                                                                    | | |                                                                           |
|                   |                   | | |                                                 |                                                   |                                                        |                                                                                    | | |                                                                           |
|                   |                   | | |                                                 |                                                   | Bernardino 1575-1650 ⚭ Dorotea Roberti                 | Bernardino 1575-1650 ⚭ Dorotea Roberti                                             | Giacomo 1576-1600 ⚭ 1594 Sperandia Cavallini (-1600) | Giacomo 1576-1600 ⚭ 1594 Sperandia Cavallini (-1600) |                                                                           |
|                   |                   | | |                                                 |                                                   |                                                        |                                                                                    | | |                                                                           |
|                   |                   | | |                                                 |                                                   |                                                        |                                                                                    | | |                                                                           |
|                   |                   | | |                                                 |                                                   | Carlo Orazio 1613-1692 ⚭ Dianora Antici                | Carlo Orazio 1613-1692 ⚭ Dianora Antici                                            | Lidia 1594- ⚭ 1606 Alessandro Gallo | Lidia 1594- ⚭ 1606 Alessandro Gallo |                                                                           |
|                   |                   | | |                                                 |                                                   |                                                        |                                                                                    | | |                                                                           |
|                   |                   | | |                                                 |                                                   |                                                        |                                                                                    | | |                                                                           |
|                   |                   | | |                                                 |                                                   | Vito 1644-1697 ⚭ Piera Tommasa Confalonieri            |                                                                                    | | |                                                                           |
|                   |                   | | |                                                 |                                                   |                                                        |                                                                                    | | |                                                                           |
|                   |                   | | |                                                 |                                                   |                                                        |                                                                                    | | |                                                                           |
|                   |                   | | |                                                 |                                                   | Giacomo I 1680-1733 ⚭ Fiordalisa Carradori (1711-1774) |                                                                                    | | |                                                                           |
|                   |                   | | |                                                 |                                                   |                                                        |                                                                                    | | |                                                                           |
|                   |                   | | |                                                 |                                                   |                                                        |                                                                                    | | |                                                                           |
|                   |                   | | |                                                 | Vito 1712-1777 ⚭ Francesca Massucci (1717-1774)   | Vito 1712-1777 ⚭ Francesca Massucci (1717-1774)        | Carlo Orazio (1714-1799)                                                           | Carlo Orazio (1714-1799) | |                                                                           |
|                   |                   | | |                                                 |                                                   |                                                        |                                                                                    | | |                                                                           |
|                   |                   | | |                                                 |                                                   |                                                        |                                                                                    | | |                                                                           |
|                   |                   | | |                                                 | Giacomo II 1741-1781 ⚭ Virginia Mosca (1756-1820) |                                                        |                                                                                    | | |                                                                           |
|                   |                   | | |                                                 |                                                   |                                                        |                                                                                    | | |                                                                           |
|                   |                   | | |                                                 |                                                   |                                                        |                                                                                    | | |                                                                           |
|                   |                   | | | Monaldo 1776-1847 ⚭ Adelaide Antici (1778-1857) | Monaldo 1776-1847 ⚭ Adelaide Antici (1778-1857)   | Ferdinanda 1777-1822 ⚭ 1795 Pietro Melchiorri          | Ferdinanda 1777-1822 ⚭ 1795 Pietro Melchiorri                                      | | |                                                                           |
|                   |                   | | |                                                 |                                                   |                                                        |                                                                                    | | |                                                                           |
|                   |                   | | |                                                 |                                                   |                                                        |                                                                                    | | |                                                                           |
| Giacomo 1798-1837 | Giacomo 1798-1837 | Carlo Orazio 1799-1878 ⚭ Paolina Mazzagalli (1797-1850) figlia di Isabella ⚭ Antici Teresa Teja (1826-1898) | Carlo Orazio 1799-1878 ⚭ Paolina Mazzagalli (1797-1850) figlia di Isabella ⚭ Antici Teresa Teja (1826-1898) | Paolina 1800-1869                               | Paolina 1800-1869                                 | Luigi 1804-1828                                        | Luigi 1804-1828                                                                    | Pierfrancesco 1813-1851 ⚭ Cleofe Ferretti (1816-1852) | Pierfrancesco 1813-1851 ⚭ Cleofe Ferretti (1816-1852) |                                                                           |
|                   |                   | | |                                                 |                                                   |                                                        |                                                                                    | | |                                                                           |
|                   |                   | | |                                                 |                                                   |                                                        |                                                                                    | | |                                                                           |
|                   |                   | | |                                                 |                                                   |                                                        | Giacomo III 1843-1903 ⚭ Sofia Bruschetti                                           | Giacomo III 1843-1903 ⚭ Sofia Bruschetti | Luigi 1844-1923 | Luigi 1844-1923                                                           |
|                   |                   | | |                                                 |                                                   |                                                        |                                                                                    | | |                                                                           |
|                   |                   | | |                                                 |                                                   |                                                        |                                                                                    | | |                                                                           |
|                   |                   | | |                                                 |                                                   | Ettore 1874-1945 ⚭ Rosita Carotti Leopardi (1883-1969) | Ettore 1874-1945 ⚭ Rosita Carotti Leopardi (1883-1969)                             | Monalduzio 1884-1944 vescovo coadiutore di Recanati e Loreto (1922-1926) vescovo titolare di Leptis Magna (1922-1926) vescovo di Osimo e Cingoli (1926-1944) | Monalduzio 1884-1944 vescovo coadiutore di Recanati e Loreto (1922-1926) vescovo titolare di Leptis Magna (1922-1926) vescovo di Osimo e Cingoli (1926-1944) |                                                                           |
|                   |                   | | |                                                 |                                                   |                                                        |                                                                                    | | |                                                                           |
|                   |                   | | |                                                 |                                                   |                                                        |                                                                                    | | |                                                                           |
|                   |                   | | |                                                 | Giacomo 1904-1930                                 | Giacomo 1904-1930                                      | Pierfrancesco II, detto Franco 1909-1979 ⚭ Anna Maria Dal Pero Bertini (1918-2010) | Pierfrancesco II, detto Franco 1909-1979 ⚭ Anna Maria Dal Pero Bertini (1918-2010)                                                                           | |                                                                           |
|                   |                   | | |                                                 |                                                   |                                                        |                                                                                    | | |                                                                           |
|                   |                   | | |                                                 |                                                   |                                                        |                                                                                    | | |                                                                           |
|                   |                   | | |                                                 | Vanni 1942-2019 ⚭ Diana Zucchini Solimei Cagnola  | Vanni 1942-2019 ⚭ Diana Zucchini Solimei Cagnola       |                                                                                    | | Giacomo IV 1939-2022 ⚭ Elisabetta da Sarzana | Giacomo IV 1939-2022 ⚭ Elisabetta da Sarzana                              |
|                   |                   | | |                                                 |                                                   |                                                        |                                                                                    | | |                                                                           |
|                   |                   | | |                                                 |                                                   |                                                        |                                                                                    | | |                                                                           |
|                   |                   | | |                                                 | Olimpia 1967 ⚭ Nicolò Rufini                      | Olimpia 1967 ⚭ Nicolò Rufini                           |                                                                                    | | Pierfrancesco III 1970 ⚭ Vittoria Bizzarri | Pierfrancesco III 1970 ⚭ Vittoria Bizzarri                                |
|                   |                   | | |                                                 |                                                   |                                                        |                                                                                    | | |                                                                           |
|                   |                   | | |                                                 |                                                   |                                                        |                                                                                    | | |                                                                           |
|                   |                   | | Gregorio 2002                                                                                               | Gregorio 2002                                   | Ettore 2007                                       | Ettore 2007                                            | Diana 2004                                                                         | Diana 2004 | Giacomo Patrizio 2013 | Giacomo Patrizio 2013                                                     |

## Galleria d'immagini

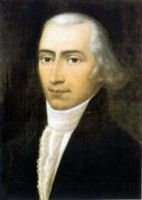
Monaldo Leopardi
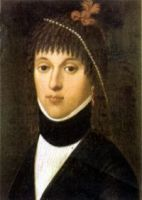
Adelaide Antici
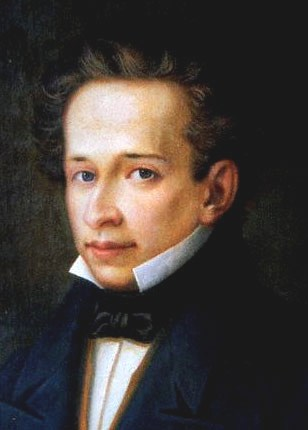
Giacomo Leopardi
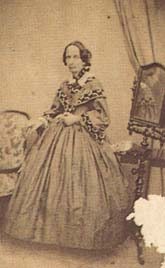
Paolina Leopardi
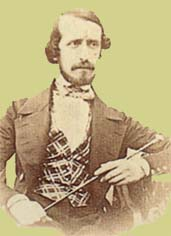
Carlo Leopardi
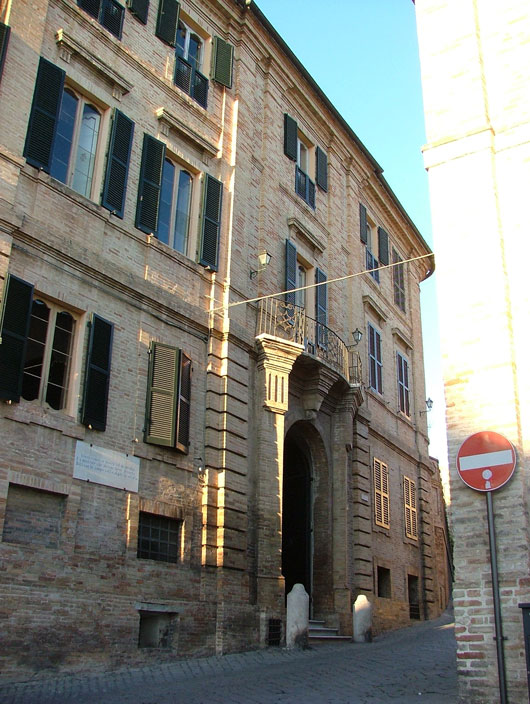
Palazzo Leopardi
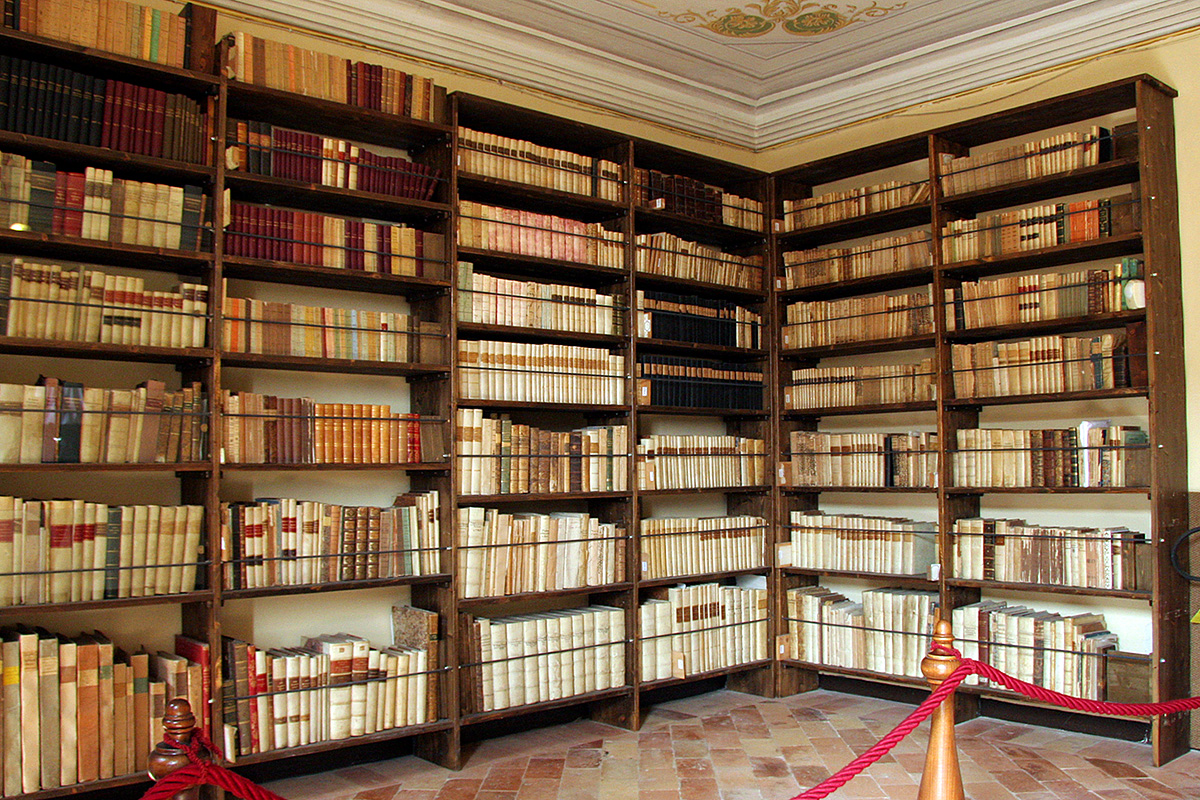
La biblioteca del palazzo